# 3510 Veeder
3510 Veeder је астероид главног астероидног појаса са средњом удаљеношћу од Сунца која износи 2,545 астрономских јединица (АЈ).
Апсолутна магнитуда астероида је 12,5.